# Almuiz Aldim Alá
Made Abu Tamim Almuiz Lidim Alá, mais conhecido como Almuiz Aldim Alá (em árabe: معد المعز لدين الله; romaniz.: Al-Muizz li-Din Allah), também grafado al-Moezz, nascido com o nome Abu Tamim Maade ou Maade Abu Tamim ("Fortalecedor da religião de Deus [Alá]"), foi o quarto califa fatímida e o décimo-quarto imame ismaelita. Foi durante o seu reinado que os fatímidas conquistaram o Egito, onde Almuiz ordenou a construção da cidade do Cairo (al-Qāhiratu l-Muʻizzīyatu - "Vitória de Almuiz"), em 969, mudando o centro do poder fatímida da Ifríquia para o Egito.

## História
Almuiz sucedeu ao seu pai, Ismail Almançor, em 953, tendo adoptado o título califal de Almuiz. Os fatímidas, liderados pelo pai de Almuiz, Ismail Almançor, derrotaram a revolta carijita de Abu Iázide, voltaram a sua atenção para a expansão do califado por todo o mundo islâmico e para a luta contra o Califado Abássida (sunita). Ainda que primordialmente preocupados com o Egito e com o Oriente Médio, houve mesmo assim algumas campanhas lideradas pelo general Jauar, o Siciliano contra os berberes de Marrocos (que era governado pelos também xiitas idríssidas) e contra os omíadas de Alandalus (Hispânia islâmica). Em paralelo, os raides na Itália reafirmaram a superioridade naval dos fatímidas no Mediterrâneo ocidental (à custa dos bizantinos) e permitiram o estabelecimento do Emirado da Sicília como dependente dos fatímidas.[carece de fontes?]
O caminho para o Egito então se abriu para os fatímidas, principalmente pela crise que enfrentava a dinastia dos iquíxidas e pela incapacidade dos abássidas de contra-atacar. A invasão, que já tinha sido tentada pelos seus antecessores, foi alvo de um plano cuidadoso que se iniciou em 966, mas teve que ser postergado, segundo a tradição, devido ao fato da mãe de Almuiz desejar realizar a peregrinação a Meca, o que a obrigaria a passar pelo Egito. No seu regresso, a sua mãe pediu-lhe para que invadisse o Egito apenas após a morte do seu soberano, Cafur, que a teria tratado muito bem quando por lá passou. Cafur faleceu em 968 e a invasão ocorreu no ano seguinte, tendo sido liderada pelo general Jauar. O país caiu sem grande resistência. Após ele ter assegurado suas posições, Almuiz transferiu a residência real de Mançoria para a recém fundada cidade de al-Qāhiratu l-Muʻizzīyatu (Cairo), mudando assim o centro do poder do Califado Fatímida para o oriente. Na Ifríquia, os zíridas do general Bologuine ibne Ziri foram alçados ao poder como regentes. No Egito, apenas os ataques dos carmatas tiveram que ser repelidos entre 972 e 975 antes que uma completa reforma financeira, sob o comando de Iacube ibne Quilis, pudesse ser feita.[carece de fontes?]
Almuiz foi sucedido por seu filho, Alaziz, em 975.

## Cultura e religião
Almuiz era famoso por sua tolerância em relação às demais religiões dos territórios que conquistava e era popular entre judeus e cristãos. Acredita-se também que a primeira caneta-tinteiro. Em 953, o califa solicitou que fosse criada uma caneta que não sujasse as mãos e nem as roupas e que também já viesse com um reservatório de tinta. Cádi Numane (m. 974), em sua Kitdb al-Majalis wa 'l-musayardt, relata as instruções de Almuiz:[carece de fontes?]
| “ | Desejamos construir uma caneta que possa ser utilizada sem termos que recorrer a um tinteiro e cuja tinta já esteja dentro de si. Uma pessoa poderia enchê-la de tinta e escrever o que desejar. O escritor poderia guardá-la em seu bolso ou onde quiser pois ela não manchará e nem deixará cair sequer uma gota. A tinta irá fluir apenas quando houver a intenção de escrever. Não sabemos de ninguém que tenha construído uma caneta assim e um indicação de 'sabedoria pungente' será de quem conseguir imaginá-la e realizá-la em sua significação e seu propósito exatos. Eu exclamei 'Será possível?'. Ele respondeu 'Será se Deus [Alá] quiser assim'. | ” |

A literatura fatímida também teve um período de crescimento sob Almuiz, com o aparecimento de habilidosos poetas como ibne Hani Alandalusi e Ali Altunuci. O primeiro é geralmente comparado com Almutanabi e aclamado como o "Almutanabi do Ocidente".

### Relação com os cristãos coptas
Os Cristãos coptas (monofisistas) tiveram uma certa liberdade sob Almuiz Copts were among those appointed to the highest offices of the empire and were allowed to freely practice their religion. O vizir da Síria era Quzman ibn-Nima, um cristão copta. O festival chamado de Nayrouz, a celebração do ano-novo copta, foi permitido, embora com algumas restrições a algumas atividades, como o uso de fogos de artifício e a entrada na água.
Esta relação foi o tema de diversas lendas escritas posteriormente pelos cristãos coptas. Numa delas, Almuiz teria desafiado o papa Abraão de Alexandria (os patriarcas de Alexandria também são chamados de papa) a mover a Montanha Mokattam no Cairo, recitando um versículo do Evangelho de Mateus que diz:
| “ | «Pois em verdade vos digo que se tiverdes fé como um grão de mostarda, direis a este monte: Passa daqui para acolá, e ele passará. Nada vos será impossível.» (Mateus 17:20) | ” |
|   | — Parte do trecho conhecido como Jesus exorcizando o garoto. |   |

De acordo com as fontes coptas, Abraão ordenou que a comunidade mantivesse uma vigília e que rezasse por três dias e noites. Na terceira noite, o papa teve um sonho no qual a Virgem Maria ordenou-lhe que procurasse Simão, o Tintureiro. A lenda conta que, por conta da vigília e sob a liderança de Abraão e Simão, a montanha teria se movido. Esta história é recontada no livro "História dos Patriarcas de Alexandria", escrito por Severo ibne Almucafa. Fontes posteriores afirmam ainda que este milagre teria feito Almuiz se converter ao cristianismo e que ele teria sido batizado na Igreja de São Mercúrio, no Cairo, numa fonte batismal que ainda está lá e é conhecida como "Batistério do Sultão". Ainda de acordo com este lenda, Almuiz teria abdicado ao trono em nome de seu filho e passado o resto de sua vida num mosteiro, algo que é rejeitado por influentes historiadores muçulmanos como Amade Zaqui Paxá e Maomé Abedalá Enane.